# 矢田天満宮古墳
矢田天満宮古墳（やたてんまみやこふん）は、石川県七尾市矢田町に所在する矢田古墳群の中の古墳の一つ。

## 解説
- 直径約20メートルの円墳[1]。
- 墳丘上に上大森神社の社殿があり、一部削平を受けている。
- 北側に周溝状の溝、南側は尾根を区切るように溝が巡る。
- 墳丘に鎮座する上大森神社は、出雲国西意宇郡菅原邑に大森三社大明神という社があり、そこから勧請したものという。